# Gelastorhinus tonkinensis
Gelastorhinus tonkinensis är en insektsart som beskrevs av Willemse, C. 1951. Gelastorhinus tonkinensis ingår i släktet Gelastorhinus och familjen gräshoppor. Inga underarter finns listade i Catalogue of Life.